# Одной жизни мало
«Одной жизни мало» — советский художественный фильм 1974 года снятый на киностудии «Таджикфильм» режиссёром Борисом Кимягаровым.

## Сюжет
Председатель колхоза Саттар Сафаров всю свою жизнь посвяти выращиванию хлопка. Его сын — молодой учёный Марад, выводит новый сорт хлопка, и хочет испытать его на полях родного колхоза. Но старший Сафаров против этого. Отец и сын ссорятся. Мурад вскоре понимает, что отец прав, что риск не оправдан и колхозное поле не место для экспериментов. Тогда Мурад решает перепроверить свои изыскания и с помощью своего учителя Ямщикова и кибернетика Тимура ставит опыты по новым методам выращивания хлопка.

## В ролях
- Бимболат Ватаев — Саттар
- Кадыр Юлдашев — Мурад
- Виктория Духина — Вера
- Сайрам Исаева — Саида
- Игорь Кваша — Ямщиков
- Махмуджан Вахидов — Сулейман
- Туган Режаметов — Тимур
- Фаррух Касымов — Умар
- Ато Мухамеджанов — Агзам
- Отар Коберидзе — Курбаши
- Гурминдж Завкибеков — Вахоб
- Акмурад Бяшимов — Хашим
- Мушарафа Касымова — старуха
- Абдусалом Рахимов — отец Саттара

В эпизодах:
- Зафар Джавадов — Азиз
- Саидмурад Марданов — эпизод
- Абдулхамид Нурматов — эпизод
- Виктор Приз — боец
- Бурхон Раджабов — эпизод
- Асал Саодатова — эпизод
- Гиви Тохадзе — бай
- Махмуд Тахири — снабженец
- Нозукмо Шомансурова — эпизод